# Macroteleia angelovi
Macroteleia angelovi är en stekelart som beskrevs av Pyotr N.Petrov 1994. Macroteleia angelovi ingår i släktet Macroteleia och familjen Scelionidae. Inga underarter finns listade i Catalogue of Life.